# Hyalolaena trichophylla
Hyalolaena trichophylla är en flockblommig växtart som först beskrevs av Alexander Gustav von Schrenk, och fick sitt nu gällande namn av Pimenov och Kljuykov. Hyalolaena trichophylla ingår i släktet Hyalolaena och familjen flockblommiga växter. Inga underarter finns listade i Catalogue of Life.